# Тањавања
„Тањавања” је југословенски кратки филм иѕ 1994. године. Режирао га је Владимир Андрић који је написао и сценарио.

## Улоге
| Глумац              | Улога |
| ------------------- | ----- |
| Драгомир Чумић      |       |
| Југослава Драшковић |       |
| Никола Зарковић     |       |